# 和县猿人遗址
和县猿人遗址，位于安徽省马鞍山市和县陶店乡汪家山北坡龙潭洞，海拔23米，是江淮地区的旧石器时代早期人类化石洞穴遗址。1988年1月，和县猿人遗址成为全国重点文物保护单位。